# Třesavkovití
Třesavkovití (Pholcidae) jsou jednou z čeledí pavouků. Známo je 969 druhů v 81 rodech, přičemž v Evropě žije 83 druhů ve 13 rodech.
Většina žije v tropických oblastech, a to především v jeskyních.

## Popis
Tělo třesavkovitých je spíše menších rozměrů (3–15 mm). Končetiny jsou značně dlouhé, jejich tarzy mají nepravé článkování, které umožňuje ohýbání chodidel. Proto třesavky připomínají na první pohled spíše sekáče než pavouky. Při bližším prohlédnutí však vidíme zřetelné rozdělení těla na zadeček a hlavohruď tenkou stopkou. Na čele karapaxu se nachází 8 nebo 6 očí. Pokud má třesavka očí osm, jsou seskupeny do tří skupin – po stranách po třech a uprostřed dvě. U šestiokých třesavek prostřední pár schází. Třesavkovitým zcela schází tracheální (dýchací) systém. Mají velkou jedovou žlázu.
Na chelicerách lze pozorovat náznak přítomnosti nepohyblivého prstu někdejšího klepítka pavoučích předků, který má tvar zoubku a nalézá se na konci základního článku chelicery.

## Rody
- Aetana
- Anansus
- Anopsicus
- Apokayana
- Arenita
- Arnapa
- Artema
- Aucana
- Aymaria
- Belisana
- Buitinga
- Blancoa
- Calapnita
- Canaima
- Cantikus
- Carapoia
- Cenemus
- Chibchea
- Chisosa
- Coryssocnemis
- Ciboneya
- Crossopriza
- Enetea
- Galapa
- Guaranita
- Giloloa
- Gertschiola
- Hantu
- Hoplopholcus
- Holocnemus například: Holocnemus aurouxi
- Holocneminus
- Ixchela
- Ibotyporanga
- Kintaqa
- Litoporus
- Leptopholcus
- Modisimus například: Třesavka malinká
- Mesabolivar
- Micromerys
- Micropholcus
- Metagonia
- Muruta
- Nyikoa
- Nita
- Nipisa
- Ninetis
- Nerudia
- Otavaloa
- Ossinissa
- Paramicromerys
- Paiwana
- Panjange
- Papiamenta
- Pholcophora
- Pholcitrichocyclus
- Pehrforsskalia
- Pemona
- Pholcus například: Pholcus opilionoides
- Pinocchio
- Pribumia
- Pisaboa
- Pomboa
- Psilochorus
- Priscula
- Queliceria
- Quamtana
- Spermophora
- Smeringopus
- Savarna
- Saciperere
- Systenita
- Spermophorides
- Stenosfemuraia
- Stygopholcus.
- Tainonia
- Tissahamia
- Tibetia
- Teranga
- Tupigea
- Tolteca
- Uthina
- Wugigarra
- Waunana
- Wanniyala
- Zatavua [2]

## Ekologie
Vyhledávají zejména rohy zdí ve vyšších místech (okna, stropní prostory) a spodní strany listů
domácích rostlin, popřípadě nábytku.
Třesavky si budují sítě, které jsou tvořeny řídce a nepravidelně uspořádanými vlákny, v lidských příbytcích jsou zpravidla umístěny při okrajích stropu. Třesavky se na ně zavěšují hřbetem k zemi pomocí koncových drápků končetin. Pokud je pavouk vyrušen, velice rychle rozkmitá tělo zavěšené v síti – odtud název „třesavkovití“.
Samice nosí vajíčka spojená lepkavým sekretem (který vylučuje při kladení) a pavučinami v chelicerách před tělem až do vylíhnutí mláďat.

## Výskyt třesavkovitých v Česku
Do roku 2018 byl v ČR zaznamenán výskyt sedmi druhů:
- třesavka sekáčovitá (Pholcus opilionoides Schrank, 1781) – v ČR původní druh
- třesavka velká (Pholcus phalangioides Fuesslin, 1775) – eusynantropní druh
- třesavka Simonova (Psilochorus simoni Berland, 1911) – v ČR výskyt potvrzen v r. 2002
- třesavka jižní (Holocnemus pluchei Scopoli, 1763) – v ČR výskyt potvrzen r. 2009 (Praha-Hloubětín)
- třesavka malinká (Modisimus culicinus Simon, 1893) – v ČR výskyt potvrzen r. 2016 (Praha-Trója)[3]
- třesavka vysokohlavá (Pholcus alticeps Spassky, 1932) – v ČR výskyt potvrzen r. 2017 (Srdov, okr. Litoměřice); zatím nejzápadnější lokalitou druhu v Evropě je pravděpodobně Chomutov[4][5]
- třesavka kulovitá (Physocyclus globosus Taczanowski, 1874) – v ČR výskyt potvrzen r. 2017 (České Budějovice); prvovýskyt v Evropě[6]